# Infostrada TV
Infostrada TV è stata una piattaforma televisiva commerciale per la IPTV offerta a pagamento da Wind.
Per attivare Infostrada TV era richiesto un abbonamento Infostrada ad Internet di tipo flat (cioè con traffico incluso nel prezzo) su linea ADSL2+ (la stessa su cui viene fornita Infostrada TV) che a sua volta prevedeva la sottoscrizione di un servizio di telefonia fissa Infostrada.

## Storia
Infostrada TV è stata lanciata nel novembre 2007.
Il 30 maggio 2012, Wind ha annunciato l'intenzione di terminare il servizio che si è concluso definitivamente il 22 giugno 2012 lasciando in cessione gratuita agli utenti abbonati al servizio il decoder in comodato d'uso e il relativo router.

## Tecnologie
Infostrada TV era in tecnologia IPTV su linea ADSL2+ di Infostrada.

### Video on demand
L'IPTV permette una connessione cosiddetta punto a punto e bidirezionale tra provider televisivo e utente. Essa consente quindi l'erogazione del video on demand, cioè la possibilità per l'utente di richiedere un programma televisivo in qualsiasi momento della giornata e di fruirne immediatamente, anche con temporanee sospensioni e riprese.

## Servizi televisivi
Con Infostrada TV erano disponibili solo canali televisivi e radiofonici oltre ad alcuni servizi televisivi interattivi, la pay per view e il video on demand. Il video on demand, servizio televisivo pregiato che veniva offerto anche dalle piattaforme concorrenti TV di FASTWEB e Alice Home TV, era disponibile con alcuni cartoni animati, concerti e un'area riservata a un pubblico adulto.
I canali televisivi in lingua italiana compresi nel canone base erano:
- Euronews, TV Moda, OASI.tv

Quelli non in lingua italiana compresi nel canone base erano:
- BBC World, TV5MONDE Europe, Al Jazeera English, Bloomberg Television, TVE Internacional.

I canali televisivi compresi nel canone aggiuntivo erano:
- Tutti i canali televisivi della piattaforma Sky Italia (un numero molto ristretto non è in lingua italiana),

I canali radio compresi nel canone aggiuntivo erano:
- Tutte le radio di Sky Music.

## Copertura geografica
Infostrada TV era disponibile solo su linea ADSL appartenente alla rete Infostrada.
Anche se in continua espansione, questa rete aveva un'estensione geografica limitata, inferiore rispetto a quella di Telecom Italia che era la rete ADSL in Italia con la maggiore estensione (per ovvi motivi di natura tecnica, poiché Telecom Italia ha potuto essere la prima a creare una rete ADSL, avendo già a disposizione le infrastrutture di telefonia fissa su tutto il territorio nazionale). Infostrada TV era, difatti, disponibile solo in aree geografiche abbastanza limitate.

## Infostrada TV Box
L'unico modo per fruire di Infostrada TV era il set-top box Infostrada TV Box assieme al router Wi-Fi forniti da Infostrada in comodato d'uso: non esistevano in commercio set-top box che permettono la fruizione di Infostrada TV, né televisori che ne permettono la ricezione. L'Infostrada TV Box è stato creato da Motorola modello 1616T.
L'Infostrada TV Box, oltre a permettere la fruizione dei servizi televisivi Infostrada TV in tecnologia IPTV, permetteva anche la fruizione dei servizi televisivi della televisione digitale terrestre in quanto era anche un decoder digitale terrestre. I servizi televisivi della televisione digitale terrestre presenti con l'Infostrada TV Box erano però limitati ai soli canali televisivi in chiaro (cioè non criptati). Non erano quindi visibili le varie offerte a pagamento come Mediaset Premium o Dahlia TV né i servizi interattivi in standard MHP. Per ricevere i canali televisivi in chiaro del digitale terrestre era necessario che la propria zona di residenza era coperta da tale tecnologia. Il Box mostrava oltre 170 canali della piattaforma digitale Sky. L'Infostrada TV Box era capace di ricevere contenuti in Alta Definizione, con una porta HDMI integrata e il Dolby Digital.
Era possibile richiedere un programma specifico (servizio OnDemand) e vederlo a qualsiasi ora del giorno senza alcuna limitazione.
L'Infostrada TV Box inoltre era anche un PVR molto efficiente, in quanto permetteva di registrare due diversi canali televisivi contemporaneamente. Se si acquistavano i pacchetti aggiuntivi Sky questo offriva un servizio simile al My Sky. Per le funzioni PVR era dotato di un hard disk da 160 GB che permetteva di registrare più di 100 ore di programmi televisivi, il Tv Box possedeva anche il servizio TimeShift, che permetteva di mettere in pausa, riavvolgere e riprendere la visione di programmi in diretta. Grazie alla funzione di ricerca era possibile cercare tra attori, generi, e registi presenti nella Guida Tv Interattiva. Era inoltre possibile registrare programmi da remoto tramite il sito (tv.libero.it). 
Per utilizzare l'Infostrada TV Box era necessaria una ADSL di Infostrada, il decoder aveva un costo di attivazione di 99€ (solitamente in promozione a 49,50€) e il servizio a 7€/mese.
L'Infostrada TV Box era, insieme a Cubovision, un set-top box, tra quelli destinati alla fruizione delle piattaforme televisive commerciali in tecnologia TV disponibili in Italia, ad essere dotato di PVR. Né il set-top box fornito in comodato d'uso con Alice Home TV né quello della TV di FASTWEB disponevano di tale funzione. Quest'ultimo comunque, per alcuni canali televisivi, forniva la possibilità di registrazione in remoto sui propri server Fastweb.